# Blues de Dana
El sencillo Blues de Dana, creado por Gustavo Santaolalla en 1969 es una conocida canción argentina con la que se hizo popular la banda Arco Iris (Gustavo Santaolalla, Ara Tokatlián, Guillermo Bordarampé y Horacio Gianello). Fue interpretado por primera vez en 1970, en el Festival Beat de la Canción Internacional de Mar del Plata, con la que obtuvieron el primer premio.

## Dana (Danais Winnycka)
Dana, era Danais Winnycka (Ucrania, 28 de marzo de 1939; Tijuana, 7 de septiembre de 2003), una hermosa modelo de Jean Cartier  radicada en Buenos Aires, varios años mayor que los integrantes de la banda Arco Iris, quienes por entonces eran un grupo de adolescentes viviendo en la localidad suburbana de El Palomar, en el Gran Buenos Aires. Fue ella quien introdujo a los miembros de Arco Iris en el ambiente místico, vegetariano y comunitario que caracterizó a la banda. Fue designada "guía espiritual" del grupo y ha cantado en varios temas. Su compañero a lo largo de toda su vida fue el egipcio Ara Tokatlian, el talentoso flautista y saxofonista del grupo.
Los músicos de Arco Iris y Dana vivían en comunidad en un departamento ubicado en el barrio de Palermo de Buenos Aires, en la calle Honduras y Bulnes. El hecho era respetado por los seguidores de la banda, pero también provocaba el desprecio de algunos sectores, incluso dentro del mundo del rock nacional, que cuestionaban el hecho de tener a una mujer como "Maestro", llamándolos "las amas de casa del rock".
Los requisitos estrictos que Dana imponía a la comunidad (prohibición de carne, alcohol, drogas, y especialmente el sexo), llevaron a la ruptura de la comunidad y de la banda en 1975. Finalmente Dana se fue de Argentina junto a Ara Tokatlian, al igual que los demás miembros del grupo, y terminaron radicándose cerca de Los Ángeles (EE. UU.), en una cabaña de Blue Jay, en el parque nacional de las montañas de San Bernardino. Allí crearon su propio estudio de grabación al que llamaron Danara, con el cual grabaron varios discos, ya sin Santaolalla ni Bordarampé, con quienes no se hablaban. En 1983 se casó con Ara Tokatlián.
A poco de iniciado el siglo XXI Dana enfermó y, fiel a su filosofía naturista, rechazó recurrir a la medicina tradicional, trasladándose con su esposo a Tijuana (México), en busca de medicinas naturales. Falleció el 7 de septiembre de 2003. Poco antes de morir le tomó la mano a Ara y le dijo: «Qué lástima que no estén acá Gustavo (Santaolalla) y Guillermo (Bordarampé)».

## La canción
Con el tema "Blues de Dana", Arco Iris ganó el Festival Beat de la Canción Internacional que se realizó en Mar del Plata en 1970. El tema fue simultáneamente publicado como Lado A del simple lanzado el 22 de enero de 1970. Ese mismo año RCA publicó el primer LP de Arco Iris con el título Blues de Dana, en el que la canción se ubicó como primer tema del Lado A.
Gustavo Santaolalla, autor de la canción, estaba profundamente enamorado de Dana, y formó pareja con ella, bajo una peculiar regla impuesta por esta: «solo amor, nada de sexo». Muchas de sus canciones están referidas a ella, como la bella canción ¿Quién es esa chica?, Lado B del disco simple en el que fue editado originalmente Blues de Dana.

## Miscelánea
- Luego del alejamiento de Gustavo Santaolalla de Arco Iris, aparecía la cuestión de los derechos de autor sobre la canción. Ara Tokatlian cuenta como aquel la cedió desinteresadamente:

Le pedí permiso a Gustavo para usar el Blues de Dana en los shows y grabarlo en el último compact en vivo, y me dijo: «No hay problema , eso lo hice con un gran amor hacia Dana. Úsenla tranquilos».

## Para ver y oír
- Excelente video de imágenes de Arco Iris de todas las épocas, con la música «Blues de Dana» interpretada por Arco Iris (Ara Tokatlián) en vivo, en Balcarce, ca. 2000. Dana puede ser vista varias veces.